# 장성 진원리 오층석탑
장성 진원리 오층석탑(長城 珍原里 五層石塔)은 전라남도 장성군 진원면 진원리에 있는 오층석탑이다. 1984년 2월 29일 전라남도의 문화재자료 제101호로 지정되었다.

## 개요
진원리 뒷산 탑동이라는 곳에 있던 탑으로, 일제시대 때 일본인들이 불법으로 몰래 빼내가려던 것을 주민들의 반대로 옮기지 못해 현재의 터에 자리잡게 되었다.
1층 기단(基壇) 위에 5층의 탑신(塔身)을 올린 형태이며, 4층 이상은 잃어버리고 없다. 기단과 탑신의 몸돌에는 기둥 모양을 새겨 두었다. 지붕돌은 낙수면이 급경사를 이루고, 처마는 수평을 이루다가 네 귀퉁이에서 치켜올라갔으며, 밑면에는 3단의 받침을 두었다.
탑을 옮겨 세우면서 각 부재가 제대로 짜 맞춰지지 않아 탑신이 반듯하지 못하다. 또한 탑 전체가 가늘고 길어 안정감이 없는데, 고려시대의 것으로 추정된다.

## 현지 안내문
탑이란 부처님의 사리를 봉안하여 열반과 해탈을 상징하는 불교의 예배물이다. 이 탑은 본래 진원리 뒷산 탑동이라는 곳에 있었으나 일제시기에 일본인들이 불법 반출해 가려 한 것을 주민들의 반대로 옮기지 못하고 지금이 위치에 옮긴 것이라고 한다. 지대석은 4매의 판석으로 이루어져 있으며 그 위로 기단부 면석(넓은돌)이 있다. 면석에는 각면에 가운데 기둥과 모서리 기둥이 표현되었다. 탑신부는 탑신과 옥개석(지붕돌)이 각 1석씩인데 현재는 4층 이상의 탑신과 옥개석이 없다. 1층 탑신은 각 면의 양 모서리에 기둥이 조각되었다. 2층부터는 체감을 보여 위로 올라가면서 점점 폭이나 높이가 줄어들고 있다. 탑의 일부 조각이 생략되었으며 전체적으로 가늘고 긴편으로 안정감이 없다. 조성시기는 고려시대로 추정된다.

## 참고 자료
- 진원리오층석탑 - 국가유산청 국가유산포털